# The King of Fighters
The King of Fighters (ザ·キング·オブ·ファイターズ Za Kingu obu Faitāzu), viết tắt là KOF còn được biết đến với tên gọi Quyền Vương là loạt trò chơi đối kháng của hãng SNK Playmore. Ban đầu trò chơi được phát triển cho phần cứng Neo Geo MVS của SNK, phần cứng hiện tại của loạt trò chơi là Taito Type X2. Các phiên bản arcade và trò chơi The King of Fighters đầu tiên đã được phát triển trên một số hệ máy cầm tay.

## Các trò chơi

### Loạt trò chơi chính
Trò chơi đầu tiên, The King of Fighters '94 được SNK phát hành vào ngày 25 tháng 8 năm 1994. Trò chơi bao gồm các nhân vật trong các trò chơi trước của SNK như Fatal Fury và Art of Fighting. Thành công của trò chơi khiến SNK phát hành trò chơi tiếp theo, The King of Fighters '95 vào ngày 25 tháng 7 năm 1995. Ngoài việc thêm vào các nhân vật mới, trò chơi này còn bao gồm cốt truyện đầu tiên của loạt trò chơi có tên "The Orochi Saga". The King of Fightes '96, phát hành ngày 30 tháng 6 năm 1996, cho ra phần thứ hai của "The Orochi Saga". The King of Fightes '97, phát hành ngày 28 tháng 7 năm 1997, kết thúc câu chuyện "The Orochi Saga". The King of Fighters '98, phát hành ngày 23 tháng 7 năm 1998, khác với các trò chơi trước, trò chơi này không bao gồm cốt truyện. SNK phát hành trò chơi này trên hệ Dreamcast và đặt tên là The King of Fighters: Dream Match 1999.
Ngày 22 tháng 7 năm 1999, The King of Fighters '99 được phát hành với một cốt truyện mới có tên là "The NESTS Chronicles", bên cạnh đó là các nhân vật và tính năng mới. Phiên bản Dreamcast có tên là The King of Fighters: Evolution với những cải tiến về đồ họa và đòn đánh. The King of Fighters 2000 được phát hành vào ngày 26 tháng 6 năm 2000 và tiếp theo câu chuyện "The NESTS Chronicles". The King of Fighters 2001 phát hành ngày 15 tháng 11 năm 2001, và kết thúc cốt truyện "The NESTS Chronicles". Vì những khó khăn về tài chính và SNK gặp phải lúc đó, việc phát triển trò chơi có sự giúp đỡ của công ty Hàn Quốc Eolith. 'The King of Fighters 2002, phát hành ngày 10 tháng 10 năm 2002, giống như trò chơi năm 98, không bao gồm cốt truyện. Trò chơi này cũng được phát triển bởi Eolith.
Cốt truyện mới của KOF là "Tales of Ash" được mở đầu trong The King of Fightes 2003, phát hành ngày 12 tháng 12 năm 2003. Trò chơi này cho phép người chơi đổi nhân vật trong khi đang chơi. Năm 2004, SNK chấm dứt việc phát hành hàng năm và thay vào đó là những trò chơi theo kiểu truyền thống hơn. Loạt trò chơi chính đầu tiên là The King of Fighters XI, phát hành ngày 26 tháng 10 năm 2005. The King of Fighters XII được phát hành vào tháng 7 năm 2009. Đây là những trò chơi không có cốt truyện, giống như các trò chơi trong năm 98 và 2002.

### Những trò chơi khác
Một phiên bản làm lại của The King of Fighters '94 có tên The King of Fighters '94 Re-Bout được phát hành năm 2004 tại Nhật Bản trên hệ máy PlayStation 2. Phiên bản làm lại của KOF '98 có tên The King of Fighters '98 Ultimate Match được phát hành tại Nhật vào ngày 18 tháng 3 năm 2008. Và một bản làm lại của KOF 2002 là The King of Fighters 2002 Unlimited Match được phát hành ngày 26 tháng 2 năm 2009 tại Nhật trên hệ máy PS2.
Một vài nhân vật của KOF cũng xuất hiện trong một số trò chơi hợp tác, chẳng hạn như SNK vs. Capcom: The Match of the Millennium (1999), SNK vs. Capcom: SVC Chaos (2003) hay Capcom vs. SNK (2000) và Capcom vs. SNK 2 (2001).

## Trên truyền thông

### Phim và hoạt hình
Tháng 8 năm 2005, người ta đã thông báo về một loạt ngắn dựa trên KOF có tên The King of Fighters: Another Day. Production I.G sản xuất nó là một bộ phim hoạt hình được tung lên mạng. Bộ phim bao gồm 4 tập, mỗi tập khoảng 10 phút.